# モンテラピアーノ
モンテラピアーノ（イタリア語: Montelapiano）は、イタリア共和国アブルッツォ州キエーティ県にある、人口約100人の基礎自治体（コムーネ）。

## 地理

### 位置・広がり

#### 隣接コムーネ
隣接するコムーネは以下の通り。
- チヴィタルパレッラ
- ファッロ
- モンテベッロ・スル・サングロ
- ヴィッラ・サンタ・マリーア